# Istenszülő elszenderedése fatemplom (Alsólapugy)
Az alsólapugyi Istenszülő elszenderedése fatemplom műemlékké nyilvánított épület Romániában, Hunyad megyében. A romániai műemlékek jegyzékében a  HD-II-m-A-03356 sorszámon szerepel.